# اختبار لوكاس لأولية عدد ما
من أجل اختبار أعداد ميرسين، المرجو النظر إلى اختبار لوكاس-ليهمر لأولية عدد ما.